# Eumorphus purpureus
Eumorphus purpureus es una especie de coleóptero de la familia Endomychidae.

## Distribución geográfica
Habita en Palawan.